# Le Suc (Cheylade)
Pour les articles homonymes, voir Suc.
Le Suc est un sommet des monts du Cantal dans le Massif central.

## Géographie
Le Suc culmine à 1 396 mètres d'altitude sur la commune de Cheylade.

## Protection environnementale
Le sommet est inclus dans la ZNIEFF de type 2 « Monts du Cantal ».